# Carl Gustaf Horn af Rantzien
Carl Gustaf Horn, född 11 november 1651, död 7 maj 1707 i Stade, var en svensk militär.

## Biografi
Carl Gustaf Horn föddes 1651. Han var son till Baltsar Horn och Magdalena Sofia von Rahden. Horn blev volontär vid Carl Gustaf Wrangels regemente 1670 för att sedan bli volontär vid överste Lennartz regemente i münstersk tjänst. Han blev fänrik vid fältmarskalken Wedels regemente och löjtnant vid generallöjtnanten Jakob Johan von Wulffens regemente i Pommern 1675. Horn blev kapten vid Bohusläns dragonregemente 1677 och utnämndes till major där 1679. Han var major vid Östgöta kavalleriregemente 1685 och utnämndes där till överstelöjtnant 1693. Han utnämndes till överste för det bremiska kavalleriregementet 1700. Under sin tid som militär blev han illa sårad ett flertal gånger. Han avled i Stade 1707 och begravdes i Edsbergs kyrka, Närke.

### Egendom
Horn ägde gårdarna Rantzien, Stora Dala i Dala socken, Riseberga i Edsbergs socken och Haneberg i Näshulta socken.

### Familj
Horn gifte sig första gången 12 april 1685 med Magdalena Rosenhane (1656–1697), som var dotter till riksrådet Schering Rosenhane och Beata Sparre af Rossvik. De fick tillsammans barnen Magdalena Sofia Horn (1689–1729) som var gift med överstelöjtnanten Carl Falkenberg af Trystorp och översten Bengt Horn af Rantzien (1692–1738) vid Jönköpings regemente.
Horn gifte sig andra gången 30 mars 1699 med Gustaviana Fleming (död 1726) som var dotter till landshövdingen Jakob Fleming och Sofia Bonde. De fick tillsammans barnen Sofia Christina Horn (1705–1754) som var gift med sin kusin, kaptenen Jurgen Rudolf Horn af Rantzien, och hovmarskalken Gustaf Jacob Horn af Rantzien (1706–1756).